# Konrad Wilhelm von Wernau

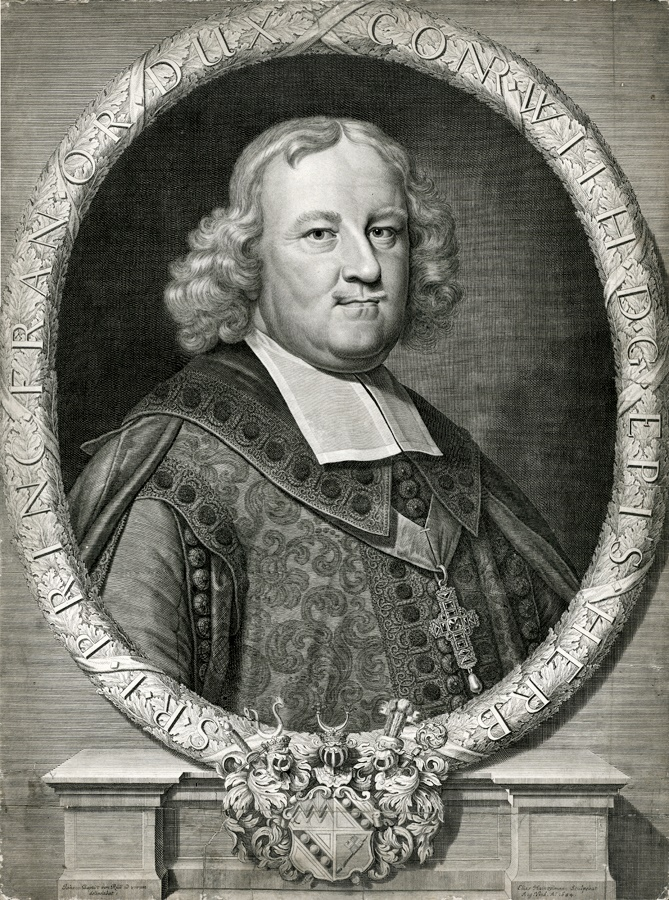
Konrad Wilhelm von Wernau, Stich von Elias Hainzelmann

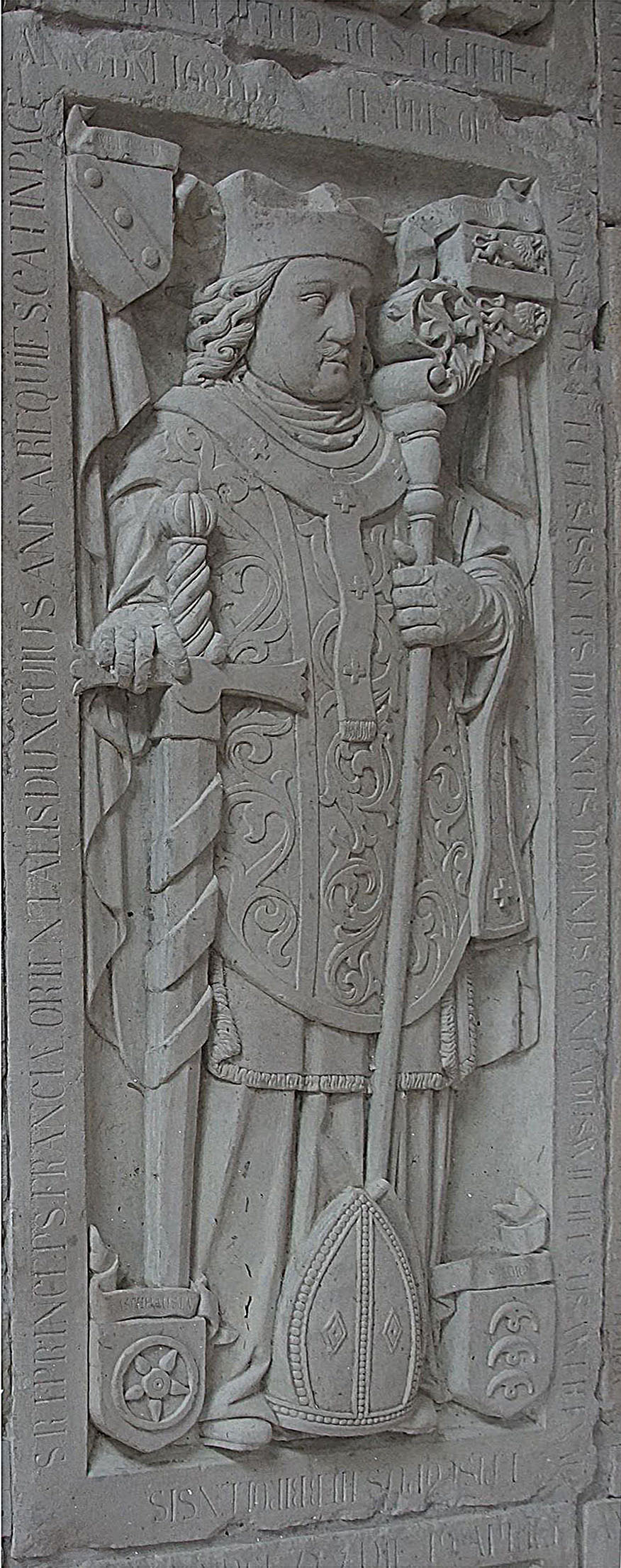
Grabdenkmal, Marienkirche (Würzburg)

Konrad Wilhelm von Wernau (* 6. August 1638 in Dettingen bei Horb; † 5. September 1684 in Würzburg) war von 1683 bis zu seinem Tode 1684 Fürstbischof des Hochstiftes Würzburg.

## Konrad Wilhelm von Wernau im Familienkontext
Die Familie von Wernau war ein schwäbisches Adelsgeschlecht (siehe auch Liste schwäbischer Adelsgeschlechter). Namensgebender Stammsitz ist die ehemalige Burg Wernau im Weiler Wernau auf dem Hochsträß, heute Teil der Stadt Erbach im Alb-Donau-Kreis. Konrad Wilhelm von Wernau war der letzte Namensträger der Unterboihinger Linie. Nachdem wenige Jahre später 1696 auch die Dießener Linie ausstarb, ist das Geschlecht im Mannesstamm erloschen.

## Leben
Konrad von Wernau wurde geboren als Sohn von Georg Ludwig von Wernau sowie seiner Gattin Margareta Ursula geb. Schenk von Stauffenberg. Ein Bruder des Vaters, Veit Gottfried von Wernau (1601–1649), amtierte als Würzburger Domdekan. Bei den Jesuiten in Würzburg erzogen, studierte Konrad Wilhelm von Wernau ab März 1654 an der dortigen Universität und von 1656 bis 1658 Jura in Orleans. 1660 war er an der Universität Löwen, 1661  in Perugia eingeschrieben. 1661–1662 unternahm er Bildungsreisen durch Italien, Frankreich und Spanien. 1672 wurde er Domkapitular in Würzburg und erhielt die Diakonatsweihe. Als Domherr verhandelte Wernau unter Bischof Johann Hartmann von Rosenbach mit dem französischen Marschall Turenne wegen der Blockade von Ochsenfurt und wirkte unter Peter Philipp von Dernbach als Sondergesandter am Kaiserhof zu Wien. Am 20. Dezember 1682 wurde er zum Priester geweiht, noch im gleichen Jahr avancierte er zum Domdekan in Bamberg.
Am 14. Mai 1683 wählte man ihn zum Fürstbischof von Würzburg. Mit Datum vom 31. Mai des Jahres erfolgte die Bestätigung durch Papst Innozenz XI. Auf sein Betreiben hin wurde auf dem Nikolausberg ein erster steinerner Kapellenbau für das Gnadenbild begonnen, der Vorläufer des heutigen Käppele. Ebenso wurde  um 1683 von ihm der Bau des Schwedenfasses in Auftrag gegeben, um darin den sogenannten Jahrtausendjahrgang, die Reste eines wertvollen, damals bereits fast 150 Jahre alten Rieslingweines der Lage Würzburger Stein, aufzubewahren.  Konrad Wilhelm von Wernau starb schon im Herbst 1684 am „Hitzigen Fieber“ (Typhus). Laut zeitgenössischen Quellen wurde er im Kiliansdom beigesetzt. In der Marienkirche Würzburg befindet sich ein Grabdenkmal.
Des Bischofs Schwester Susanna Maria (Ordensname Norbertina Barbara) war Prämonstratenserin und Priorin im Kloster Unterzell.
Ihre Großtante Barbara Sturmfeder von Oppenweiler geb. von Wernau (Werdenau) und deren Gatte Wilhelm Sturmfeder von Oppenweiler († 1647) zählten ab 1625 zu den Hauptwohltätern des neu gegründeten Kapuzinerklosters und der zugehörigen Ägidienkirche in Speyer. Allein für die Klostergebäude hatten sie 20.000 Gulden gespendet.

## Wappen
Das Wappen des Fürstbischofs ist geviert. Die Felder zwei und drei greifen das Familienwappen derer von Wernau auf. Die Wernauer tragen als Wappen in Silber einen mit drei goldenen Kugeln belegten schwarzen Schrägbalken. Die drei Kugeln symbolisieren die Nikolauslegende, nach der der Bischof Nikolaus von Myra drei armen Mädchen des Nachts dreimal drei Goldbeutel durchs Fenster warf und ihnen somit die Hochzeit ermöglichte. Das erste Feld enthält den Fränkischen Rechen für das Herzogtum Franken und das vierte Feld ein Rennfähnlein in Rot und Silber für das Bistum Würzburg.
Es findet sich heute noch an folgenden Bauwerken im ehemaligen Hochstift Würzburg:
- Hardheim, Schüttungsbau beim Schloß[10]
- Münnerstadt, Amtskellerei[11]
- Würzburg, Stift Haug, Eingangsportal[12]

An der südwestlichen Giebelseite der Klosterkirche des Klosters Kreuzberg befindet sich über dem Kirchenportal ein Wappenstein mittig im gesprengten Schweifgiebel, der neben dem Wappen Fürstbischofs Johann Gottfried von Guttenberg lediglich sein Familienwappen und das der Dernbach ziert.